# Sirik
Sirik (mađ. Szőreg) je selo na jugoistoku Mađarske.

## Zemljopisni položaj
Nalazi se na jugoistoku Mađarske. Nekoliko kilometara zapadno je rijeka Tisa. Sjeverozapadno je Segedin odnosno aglomeracija tog grada, sjeverozapadno je Novi Sirik (mađ. Újszőreg) istočno je Deska, Đeva je sjeverno, Jalova je zapadno.

## Upravna organizacija
Upravno pripada gradu Segedinu u segedinskoj mikroregiji u Čongradskoj županiji. Poštanski je broj 6771. Ima status naselja koje pripada nekom većem naselju (Segedinu), a ima vlastiti poštanski broj.
1973. bio je pripojen Segedinu, zajedno s još nekim naseljima (Đeva, Jalova, Družma, Segedin, Sirik, Tápé).
Sirik čine dva naselja: dio Sirika spojen s Kiskertekom (mađ. Szőregikiskertek) (dio Kiskerteka je u Újszentivanu, p.br. 6754) i Sirička sela.

## Povijest
Kod Sirika se 5. kolovoza 1849. odvila bitka u mađarskom ratu za neovisnost. Sukobile su se ugarska vojska, poljska i talijanska legija protiv austrijskih snaga. Ugarsku je stranu vodio Poljak Henryk Dembiński, a austrijsku Julius Jacob von Haynau.

## Promet
Sjeverno od Sirika ide cestovna prometnica br. 43. U Siriku je željeznička postaja koja povezuje Segedin i Makovo.

## Stanovništvo
2001. je godine u Siriku živjelo 63 stanovnika, u siričkim selima 63, dok u Sirik-Kiskerteku nijedan stalni stanovnik, a popisano je 20 stambenih objekata.
Stanovnike se naziva Siričanima i Siričankama.